# Hulsen (Balen)
Hulsen is een kerkdorp in de Belgische gemeente Balen. Op de grens met de gemeente Meerhout ligt het kleine gehucht Lil, dat in het dorp Hulsen overloopt. De grootste kern van bewoning aan en rond de lange straat Grees vormt het noordelijke deel van Hulsen.

## Geschiedenis
Reeds in de jaren 400-500 n.Chr. ontstond op de plek van Hulsen een nederzetting. Het gehucht dat eeuwenlang wereldlijk onder Balen hoorde, maar geestelijk onder Meerhout, werd reeds vermeld in documenten uit 1289. Rond 1543 werd op de plaats van de huidige kerk een kapel opgericht, gewijd aan Onze Lieve Vrouw. De kapelwijding gebeurde pas op 6 september 1610 en als patroon koos men toen Sint-Hubertus. De kapel werd bediend vanuit de parochie Meerhout. In 1625 wordt in de kapelboeken voor de eerste keer melding gemaakt van een schoolmeester en op 3 december 1649 gaf de bisschop toelating om in Hulsen een eigen school op te richten.
In Hulsen vond op 22 november 1798 een veldslag plaats in het kader van de Boerenkrijg. Hierbij werden 150 boerenjongens (de zogenaamde brigands) gedood. Een herinneringssteen achter de kerk verwijst naar dit gebeuren.
De kapel van Hulsen werd in 1808 verheven tot parochiekerk waardoor er sindsdien ook het doopsel, huwelijk en begrafenis mocht gecelebreerd worden. Op 4 januari van hetzelfde jaar werd het eerste kerkhof gewijd. Bij Koninklijk Besluit van 11 juli 1842 werd de parochie erkend en nog datzelfde jaar werd de kerk vergroot, Hulsen telde toen 430 inwoners.
De gemeenteschool, in 1862 gebouwd, werd in 1897 vervangen door twee nieuwe klaslokalen en een schoolhuis. De huidige neoromaanse kerk, gewijd aan Sint-Hubertus, kwam tot stand in 1898-1899 en de architect was Pieter Jozef Taeymans. Het meubilair van de kerk stamt grotendeels uit 1904, maar het orgel, aangekocht in 1826, en enkele houten beelden zijn afkomstig uit de gesloopte laatgotische kapel: Sint-Hubertus (begin 16e eeuw), Sint-Barbara en Sint-Lucia (eind 16e eeuw), Onze-Lieve-Vrouw met Kind (begin 17e eeuw) en Sint-Bernardus (begin 16e eeuw). De pastorij werd in 1876 gebouwd en in 1951-1952 gerenoveerd.
Het schoolhuis werd in 1919 omgevormd tot klooster en op 29 september van datzelfde jaar werd er een zusterschool geopend. De huidige schoolgebouwen dateren van 1989 (lagere school) en 1992 (kleuterschool).

## Bezienswaardigheden
- De Sint-Hubertuskerk

## Natuur
Ten zuiden van Hulsen bevindt zich de Grote Nete en ten noorden van de plaats vindt men een naaldbosgebied waarin nog enkele zandverstuivingen te vinden zijn.
Vanuit het centrum van Hulsen zijn meerdere wandelingen door de natuurgebieden in de omgeving uitgezet. Het natuurgebied Griesbroek ligt ten oosten van Hulsen, de Straalse Bossen liggen ten zuidoosten van Hulsen.

## Evenementen
- Elk jaar is er in Hulsen de jaarlijkse kermis die valt op de eerste zondag van september en 4 dagen duurt, namelijk van zaterdag tot de eerstvolgende dinsdag. Hierbij wordt telkens op maandag en dinsdag het traditionele darts-toernooi van Hulsen georganiseerd, "De Vogelpik". Hierbij wordt er bij enkele cafés gespeeld en verplaatst men zich in groep per fiets naar de volgende locatie. Opmerkelijk daarbij is dat het spel al rijdend gespeeld wordt: het bord (veelal een zelfgemaakt exemplaar uit PU-schuim gesneden) wordt ergens buiten opgesteld en de spelers rijden met de fiets voorbij terwijl ze het pijltje naar het bord gooien.
- Het eerste weekend van augustus vindt er sinds 2006 het jaarlijkse muziekfestival Swingin Hulsen plaats.
- Iedere eerste zondag na 03 November vindt in Hulsen de jaarlijkse openluchtmisviering plaats waarin de Patroonheilige van de Parochie Sint Hubertus wordt geëerd. Deze misviering vindt plaats op het marktplein naast de kerk. Na de optocht en misviering vindt de traditionele dierenwijding plaats en het uitdelen van het gewijde brood. De organisatie hiervan is in handen van de parochie en de plaatselijke jacht vereniging De Kopberg.
- Elk jaar in de maanden oktober en november zijn er toneelvoorstellingen van de plaatselijke Toneelkring Hulsen

## Nabijgelegen kernen
Meerhout, Heidehuizen, Balen, Olmen